# Kvartsglas
Kiseldioxidglas  (oegentligt kallat kvartsglas) är en glastyp med mer än 95% kiseldioxid (SiO2), som används för laboratorieändamål och industriella ändamål. Det är ett glas, som är avsevärt dyrare än vanligt glas, eftersom kvartsglasets glasmassa har en hög smältpunkt och det därför åtgår mycket energi i tillverkningen. Smältpunkten ligger vid 1 713 °C, men vid tillverkningen krävs 2.000 °C. Vanliga glasbruksugnar klarar inte av att komma upp till dessa temperaturer, och bland annat av detta skäl är inte kvartsglas lika vanlig som andra glastyper. Det temperaturintervall där glaset är lagom trögflytande för varm bearbetning är mindre än för andra glassorter, vilket gör det svårare att arbeta med.
Utmärkande egenskaper är tålighet mot höga temperaturer, temperaturchocker och många kemikalier, bland annat starka syror, samt god genomsläpplighet för ultraviolett ljus. Tåligheten mot temperaturchocker beror på den låga utvidgningskoefficienten, 5,5 x 10-7 per grad Celsius. Ett upphettat rör av kvartsglas kan ofta doppas ned i kallt vatten utan att spricka.
Andra glas, till exempel glas för flaskor, fönsterglas och servisglas, tillverkas också av kvarts (ofta sand), tillsammans med andra ämnen, bland annat pulveriserad kalksten och soda. Dessa tillsatsämnen gör att smältpunkten på massan blir lägre.